# Kenny Baker (musicien)
Pour les articles homonymes, voir Kenny Baker et Baker.
Kenny Baker, Kenneth Clayton Baker pour l'état-civil, né le 26 juin 1926, à Burdine (en), au Kentucky et mort le 8 juillet 2011 à Nashville dans le Tennessee est un violoniste américain dont la carrière et l’œuvre furent déterminantes dans la formation d'un style propre aux violoneux de Bluegrass.
Kenny Baker a tourné pendant plus de 30 ans avec Bill Monroe et les Blue Grass Boys avec lequel il créa et enregistra plus de 200 chansons. Il a publié sous son nom plus de 80 compositions pour le violon et participé à l'enregistrement de plus de 400 albums.
Kenny Baker, dont le style fut influencé par celui de Stéphane Grappelli, contribua à introduire, dans le bluegrass des sons, plus proches du Jazz et du Western Swing que de la Old-time music, mais sa compréhension des origines et du fonctionnement de celle-ci le conduisirent à s'intéresser finement aussi à la Musique celtique. Sa célébrité et sa sociabilité en firent un maître qui imposa notamment l'usage de l'archet long aux violoneux de bluegrass. Sa contribution au bluegrass est inestimable, et nombreux sont les apprentis violonistes pour lesquels il constitue une référence majeure.

## Biographie
Kenny Baker vit le jour et grandit dans de petites cités minières du kentucky dans une famille plutôt musicienne dans laquelle on pratiquait surtout la Old-time music. Son arrière-grand-père s'était installé dans le comté de Wise, et il y fit, pendant son enfance de nombreux séjours chez ses grands parents, mais ses parents s'étaient installés à Jenkins, une ville qui avait été créée par la société Consol Energy, dans le Kentucky, afin de pouvoir y extraire du charbon.

« Mon père jouait du violon, mon arrière-grand-père jouait du violon, ma grand-mère jouait du violon. J'avais une tante qui en jouait, et j'ai entendu tous les numéros du violon de la old-time music... il m'en ont vraiment dégouté. J'avais en tête que je ne voulais pas jouer du violon »

— Kenny Baker.
Et il commença effectivement, à l'âge de 7 ans par apprendre la guitare acoustique. Il apprit, d'un musicien afro-américain, aveugle, nommé Ernest Johnson, qui vendait des cacahouètes, Jenkins, dans le Kentucky, une technique originale de jeu à quatre doigts, basé sur un Open G Tuning. À cette époque, dans la région de Jenkins, les gens se réunissaient, chez les uns et chez les autres à tour de rôle pour danser. Quand la réunion avait lieu chez ses parents, il accompagnait, avec sa guitare, le violoneux et le banjoïste.
En 1957, Bill Monroe qui appréciait le travail que Kenny Baker avait réalisé pour Don Gibson lui proposa de travailler avec lui. Il enregistra pour la première fois avec les Bluegrass Boys, le 15 décembre 1957. Parmi les morceaux qui furent créés à cette époque figurent les désormais classiques « Panhandle Country » et « Scotland ».
De 1963 à 1968, il revint aux mêtiers de la mine et travailla pour la division sécurité de la société Bethlehem Steel. Sa connaissance du monde des mineurs, des difficultés que les syndicats y rencontraient, et d'une manière générale les problèmes de développement de la région des Appalaches du Sud, furent à l'origine du soutien et de l'amitié qu'il porta à Harry Caudill (en).
En 1965, il organisa à Roanoke, en Virginie, à l'occasion de la Fête du Travail, sur la propriété de John L. Cantrell, nommée « Cantrell's Horse Farm », l'un des premiers festival de bluegrass.
De 1968 à 1984, Kenny Baker travailla surtout avec Bill Monroe. Il joua, à cette époque souvent comme violoniste soliste des Bluegrass Boys, mais aussi en duo avec Joe Green, Bobby Hicks ou Howdy Forrester.
En 1984, Kenny Baker se brouilla avec Bill Monroe et quitta les Bluegrass Boys. Pendant un concert en Alabama, Bill Monroe lui demanda d'exécuter Jerusalem Ridge qui avait été écrit par Bill Monroe, mais créé par Kenny Baker et dont les fans des Bluegrass Boys appréciaient particulièrement les parties de violon. Kenny Baker mit alors son instrument sous son bras et quitta la scène.
En 1989, Kenny Baker s'associa avec Josh Grave, un virtuose réputé de la guitare dobro, le banjoïste Eddie Adcock et le maitre de la mandoline Jesse McReynolds dans un groupe nommé de manière provocatrice The Masters qui enregistra deux albums.

## Œuvres

### Compositions
Kenny Baker a composé les airs de violons dont les noms suivent :
1. A and E Reel
2. Alisz Ann Waltz
3. Allenton Polka
4. April's Reel
5. Arms of an Old Rocking Chair
6. Ball and Chain Hornpipe
7. Baker's Breakdown
8. Bean Blossom
9. Big Sandy River
10. Birdie
11. Bluegrass in the Backwoods
12. Boating up Sandy
13. Bobby Van's Hornpipe
14. Brandywyne
15. Bucktime
16. Callahan
17. Cheyenne Breakdown
18. Chicken Walk
19. Chickens Under The Back Porch
20. Chuck a Luck
21. Cross Eyed Fiddler
22. Dance With Me Kenny
23. Denver Belle
24. Doc Harris The Fisherman
25. Ducks On The Millpond
26. Dust Devils
27. Dusty's Hornpipe
28. Farmyard Swing
29. Festival Waltz
30. First Day In Town
31. Flopareno
32. Flying South
33. Freda
34. Frost On The Pumpkin
35. Goldenrod Waltz
36. Grassy Fiddle Blues
37. Greenleaf Breakdown
38. Happy Time Waltz
39. High Country
40. Indian Killed a Woodcock
41. Indian Ridge
42. Indian Springs
43. John Barley Corn
44. Johnny June
45. Johnny The Blacksmith
46. Jug City
47. K and B Polka
48. K and W Waltz
49. Kelly Lynn Waltz
50. Kenny's Blues
51. The Land Beyond the Sun
52. Last train to Durham
53. Lazy Liz
54. Legend of the Whistling Brakeman[13]
55. Little Red Shoes
56. Lonesome Hobo
57. Long Cold Winter
58. Marsha's Reel
59. Mc Hattie's Waltz
60. McClanahan's Reel
61. Midnight
62. Missouri Road
63. Music City Waltz
64. My Louisiana
65. Nova Scotia Breakdown
66. Reuben's Ridge
67. Rooster Dog
68. Salty
69. Sam's Tune
70. Sands of Monterey
71. Shelby Rock
72. Streets of Laredo[14]
73. Spider Bit The Baby
74. Sushi
75. Texas
76. This and That
77. Tune For Andy
78. Tyler's Tuition
79. Washington County
80. White Rose
81. Windy City Rag[15]

## Discographie

### Albums
Kenny Baker a publié sous son nom les albums suivants :

### Album en duo avec Joe Greene
Kenny Baker et Joe Greene ont publié en duo l'album suivant :

### Albums en duo avec Josh Graves
Kenny Baker et Josh Graves ont publié en duo les albums suivants :

## Prix et distinctions
- En 1993, la NEA a honoré Kenny Baker de la National Heritage Fellowship[6], une distinction concédée à vie, créée en 1982 et qui est destinée aux personnalités actives dans le domaine des arts et des traditions populaires qui résident de manière permanente aux États-Unis[19].
- En 1999, Kenny Baker fut inscrit Temple de la renommée de l'International Bluegrass Music, par l'IBMA[20]